# Alchemilla hyperptycha
Alchemilla hyperptycha är en rosväxtart som beskrevs av A. Plocek. Alchemilla hyperptycha ingår i släktet daggkåpor, och familjen rosväxter. Inga underarter finns listade i Catalogue of Life.